# Naoto Otake
Naoto Otake (Prefectura de Shizuoka, Japó, 18 d'octubre de 1968) és un exfutbolista japonès.

## Selecció japonesa
Naoto Otake va disputar 1 partits amb la selecció japonesa.